# Nosgoth
Nosgoth was een free-to-play multiplayer actiespel, ontwikkeld door Psyonix en uitgegeven door Square Enix voor Microsoft Windows. Het spel was een spin-off van de Legacy of Kain serie en vond plaats in het fictieve universum van de serie. Nosgoth had een player versus player systeem, waarbij elke wedstrijd bestond uit twee rondes. Teams bestonden uit karakters uit twee verschillende rassen: vampieren, die een hack and slash gevechtsstijl hadden; en mensen, met een gevechtsstijl zoals in third-person shooters. Tussen de rondes werden de teams gewisseld van ras. Het team dat uiteindelijk de meeste punten had won.
Nosgoth werd voor het eerst aangekondigd in juni 2013 nadat op internet informatie over het spel gelekt was. Nosgoth was het eerste spel in de Legacy of Kain serie dat uitkwam in tien jaar. Het laatste spel voor die tijd was Legacy of Kain: Defiance in 2003. Hoewel het spel eerst een singleplayer component zou hebben met de naam Legacy of Kain: Dead Sun, werd dit geschrapt en ging het multiplayer deel van het spel verder als standalone. Toen het spel in september 2013 officieel aangekondigd werd kreeg Nosgoth negatieve reacties voor het afwijken van de gebruikelijke singleplayer en verhaalgedreven stijl van de Legacy of Kain serie. De open beta van het spel begon in januari 2015 en eindigde in mei 2016.
Op 8 april 2016 kondigde Square Enix Europe aan dat de servers van Nosgoth zouden worden gesloten op 31 mei 2016. Het officiële forum van Nosgoth werd op 14 juni 2016 gesloten.

## Gameplay
Nosgoth was een asymmetrische online multiplayer third-person shooter. Nosgoth's gameplay heeft een focus op vampieren, die van dichtbij aanvallen, die het opnemen tegen mensen met vuurwapens. De gameplay bestaat uit twee modes: Deathmatch waarin de mensen en de vampiers tegen elkaar vechten om te zien wie de meeste kills kan maken. Als de hoeveelheid kills een bepaalde drempel passeert, wint het team dat dat voor elkaar krijgt. Als de tijd afloopt, wint het team met de meeste kills.
Het andere speltype heet Flashpoint. Hierin moeten de mensen een aantal punten in de spelwereld overnemen, terwijl vampiers hen proberen tegen te houden. In eerste instantie zijn er twee punten beschikbaar, waarbij een extra punt beschikbaar komt zodra een van de punten overgenomen wordt. De mensen hebben maar een beperkte tijd om hun doelstelling te behalen, maar er wordt tijd toegevoegd aan de klok als ze een punt overnemen. De vampieren winnen als zij het uithouden totdat de klok op nul staat. 
De beide teams hebben een klassesysteem, wat ervoor zorgt dat de spelers binnen het team verschillende rollen kunnen vervullen. Het spel verloopt snel en er is altijd spanning, omdat de vampieren afhankelijk zijn van sluipaanvallen om succes te hebben. De beide teams hebben ook vaardigheden, die ze kunnen gebruiken om het tij van de strijd te kunnen keren. Sommige van deze vaardigheden hebben een cooldown en sommige zijn passief/altijd actief. Vampieren kunnen vliegen en muren beklimmen. Mensen kunnen dat niet; ze hebben echter wel langeafstandswapens zoals kruisbogen en pistolen. Ze hebben een bepaalde hoeveelheid munitie die op kan raken. Deze kan dan weer aangevuld worden bij munitiestations. Omdat vampieren alleen van dichtbij aan kunnen vallen, hebben ze ook vaardigheden waarmee ze mensen tijdelijk kunnen uitschakelen, bijvoorbeeld door boven op ze te springen of ze van de grond te grijpen met een vliegende vampier.

## Plot
Na de executie van Raziel in Legacy of Kain: Soul Reaver, gebruikte Kain de Chronoplast, een tijdsturingsapparaat, om zichzelf vooruit te sturen in de tijd, waardoor men dacht dat hij zijn rijk in de steek liet. In het resulterende machtsvacuüm ontstond een bloedige burgeroorlog onder de vampieren. Omdat de vampieren hiermee bezig waren, hadden de mensen de tijd om hun eigen beschaving weer op te bouwen.
Door de steden weer op te bouwen en een sterk leger te vormen kregen de mensen grip op een zuidelijke strook van Nosgoth. Door aanvallen op kerngebieden van de vampieren zagen deze in dat de mensen weer een probleem voor hen begonnen te vormen. Om die reden verenigden zij zich en begon de nieuwe oorlog om de controle over Nosgoth.

## Ontwikkeling
Nadat Legacy of Kain: Defiance in 2003 uitgekomen was, werd duidelijk dat een zesde Legacy of Kain spel ontwikkeld werd door Ritual Entertainment in 2004, maar was geschrapt voordat dit bekendgemaakt werd. In 2013 begon ook de speculatie van nóg een nieuw Legacy of Kain project, toen ontdekt werd dat Square Enix de domeinnaam warfornosgoth.com had geregistreerd. Het Official Xbox Magazine maakte vervolgens bekend dat Richard Buxton, een animator van Passion Pictures, had gewerkt aan een Legacy of Kain "animatie pitch" in 2011; Buxton zei hierop: "I'm not allowed to talk about that" (Ik mag daar niet over praten). In mei 2013 bevatten een patch log van Advanced Micro Devices en een profiel in de Steam database de titel "War for Nosgoth" of "Nosgoth". Ook stond op het LinkedIn profiel van computerspelcomponist Kevin Riepl een project met de naam "Nosgoth", waarbij Square Enix werd vermeld als de uitgever en Psyonix Games als de ontwikkelaar.
Aan het begin van juni 2013, maakte George Kelion, community manager van Square Enix London, bekend dat er inderdaad een project met de naam Nosgoth in de maak was. Hij maakte duidelijk dat het spel zich afspeelde in het universum van Legacy of Kain maar geen traditionele Legacy of Kain zou zijn en dat het spel ook niet singleplayer zou zijn. Ook zou het sterk afwijken van de series Soul Reaver en Blood Omen. Kelion zei ook dat de gebruikelijke Legacy of Kain ontwikkelaars, Crystal Dynamics, niet bij het project betrokken waren en dat Nosgoth officieel aangekondigd zou worden na de Electronic Entertainment Expo 2013.
Eind juni 2013 toonde de Legacy of Kain fan Mama Robotnik aan dat Nosgoth begonnen was als een hoofdzakelijk singleplayer, verhaalgedreven spel, met de naam Legacy of Kain: Dead Sun. Het project zou tussen 2009 en 2012 in ontwikkeling zijn geweest bij Climax Studios onder toezicht van Crystal Dynamics, en zou een launch title zijn voor de PlayStation 4. De multiplayer modus, die werd ontwikkeld door Psyonix Games, werd Nosgoth nadat het singleplayer gedeelte van het spel geschrapt werd door Square Enix in 2012, omdat het bedrijf vermoedde dat het spel niet goed genoeg zou verkopen. Kelion reageerde dat Dead Sun inderdaad bestond en dat Nosgoth de multiplayer zou zijn, maar zei ook dat Nosgoth een apart project was geworden dat in formaat enorm gegroeid was met verschillende nieuwe mechanieken en karakters. Hij verwierp het idee dat het spel simpelweg het multiplayergedeelte van Dead Sun was met wat toevoegingen.
Volgens Kelion is Nosgoth geen reboot, spel voor een mobiele telefoon, openwereldspel, een massively multiplayer online role-playing game (MMORPG), of een real-time strategy spel, ook is het niet te beschrijven als een MOBA  (multiplayer online battle arena). Het spel haalt invloeden uit het tweede spel in de serie, Legacy of Kain: Soul Reaver, en wordt gespeeld vanuit een derdepersoonsperspectief. Het spel zou beschikbaar worden op Microsoft Windows als een spel dat alleen kon worden gedownload. In maart 2016 gaven Square Enix en Psyonix aan dat het spel binnenkort uit early access zou komen. Op 8 april 2016 kondigde Square Enix echter aan het spel te cancelen, omdat het geen breed publiek zou aanspreken.

## Ontvangst
| Recensiescore | Recensiescore |
| Publicist     | Score         |
| ------------- | ------------- |
| GameSpot      | 6/10          |

Cameron Woolsey van Gamespot gaf het spel een score van 6/10, waarbij hij aangaf dat het spel leuk was om te spelen en er mooi uitzag, maar dat er een gebrek was aan dingen om te doen, de teams niet in balans waren, het spel geplaagd werd door technische problemen en vond hij dat het spel niet thuishoorde in de Legacy of Kain serie.